# Андрейково (посёлок, Дмитровский городской округ)
Андрейково — посёлок в Дмитровском районе Московской области, в составе Сельского поселения Костинское.

## Расположение
Деревня расположена в юго-восточной части района, примерно в 11 км на юго-восток от Дмитрова, в междуречье Яхромы и её левого притока речки Камарихи, высота центра над уровнем моря 199 м. Ближайшие населённые пункты — Ивановское на севере, Новинки на юге и Сычевки на западе.

## История
До 1923 и в 1927—1939 годах Андрейково было центром Андрейковского сельсовета.
До 2006 года Андрейково входило в состав Гришинского сельского округа.
Постановлением Губернатора Московской области от 21 февраля 2019 года № 75-ПГ категория населённого пункта изменена с «деревня» на «посёлок».

## Население
| 2002 | 2006 | 2010 |
| ---- | ---- | ---- |
| 7    | ↘1   | ↗7   |